# Filipe Nyusi
Filipe Nyusi, né le 9 février 1959 à Namau, district de Mueda, est un homme politique mozambicain. Membre du FRELIMO, il est président de la République du 15 janvier 2015 au 15 janvier 2025.

## Biographie
Filipe Nyusi est d'ethnie makondé.

### Débuts
Ingénieur de formation et membre du FRELIMO, Filipe Nyusi est ministre de la Défense de 2008 à 2014.

### Président de la République
Il est désigné le 1er mars 2014 par le comité central du FRELIMO comme candidat à l'élection présidentielle du 15 octobre suivant,. Il est élu par 57 % des voix devant Afonso Dhlakama, candidat de la RENAMO selon les résultats officiels proclamés par la commission nationale électorale le 30 octobre. Il entre en fonction le 15 janvier 2015. 
Le Mozambique se retrouve en état de cessation de paiement en 2017, après la découverte, à la suite d’une mission d'audit du FMI, d'une dette cachée de près de deux milliards d'euros contractée par des entreprises liées aux services secrets et au ministère de la Défense, en lien avec la corruption de plusieurs agents de l’État et hommes politiques. Le 22 novembre 2019, dans le cadre de ce scandale, Filipe Nyusi est accusé par Jean Boustani, ancien responsable des ventes de Privinvest (la société du milliardaire franco-libanais Iskandar Safa au cœur de ce système de corruption), d'avoir touché un million de dollars de pots-de-vin pour le financement de sa campagne électorale en 2014.
Lors du premier tour de l’élection présidentielle de 2019, il est réélu avec 73 % des voix, après une campagne électorale marquée par des violences et des intimidations envers la société civile,,. Des organisations de la société civile mozambicaine et missions d'observation électorale comme celle de l'Union européenne soulignent des irrégularités lors du scrutin.